# Ремішевиці
Ремішевиці (пол. Remiszewice) — село в Польщі, у гміні Бендкув Томашовського повіту Лодзинського воєводства.
Населення — 221 особа (2011).
У 1975-1998 роках село належало до Пйотрковського воєводства.

## Демографія
Демографічна структура станом на 31 березня 2011 року:
|          | Загалом | Допрацездатний вік | Працездатний вік | Постпрацездатний вік |
| -------- | ------- | ------------------ | ---------------- | -------------------- |
| Чоловіки | 110     | 25                 | 71               | 14                   |
| Жінки    | 111     | 18                 | 65               | 28                   |
| Разом    | 221     | 43                 | 136              | 42                   |